# Alheita
Alheita is een geslacht van vlinders van de familie Mimallonidae.

## Soorten
- A. anoca (Schaus, 1905)
- A. beroalda Schaus, 1928
- A. caudina (Schaus, 1905)
- A. cymbelina Schaus, 1928
- A. inornata (Druce, 1906)
- A. pulla (Dognin, 1912)
- A. pulloides (Dognin, 1921)
- A. rionica Schaus, 1928